# Avaluació
L'avaluació o avaluació educativa és, dins el context educatiu, un procés complex que s'utilitza per a obtenir informació útil amb la finalitat de formular judicis de valor i al mateix temps servir de guia per tal de prendre decisions. Com a activitat que té com una de les seves característiques més visibles el formular un judici de valor, per tal cosa s'utilitzen una sèrie de tècniques de mesura. La finalitat última de l'avaluació és la de ser una ferramenta per a prendre decisions, i aquest motiu és el que li dona la seva importància.
La branca de la pedagogia que estudia els mètodes d'avaluació s'anomena docimologia.

## Avaluació d'aprenentatges
L'avaluació dels aprenentatges és multidimensional, ja que té un mínim de set enfocaments.
1. Objecte d'avaluació: Què (objectius didàctics)
2. Finalitat: Per a què (diagnòstica, formativa o avaluació sumativa)
3. Moment: Quan (inicial, contínua, final o diferida)
4. Model: Com (quantitativament o qualitativament)
5. Instrumentalització: Amb què (instruments de recollida d'informació: examen, rúbrica d'avaluació, exercicis, ...)
6. Avaluador: Qui (mestre, alumnes, tutors…)
7. Referent: En funció de què (criteris: satisfactorietat, suficiència…)

## El judici de valor a l'avaluació
Avaluar un aprenent implica emetre un judici de valor sobre quin és el criteri d'avaluació. Els judicis de valor en les avaluacions es troben a la selecció de criteris que distingiran el correcte de l'incorrecte, el ben fet del mal fet o l'èxit del no-èxit; en els indicadors quantitatius i qualitatius que han de mostrar aquests criteris; i en l'establiment d'estàndards o nivells dels indicadors i dels criteris per, per comparació, determinar si són vàlids o exitosos, i si s'escau quantificar en quin grau ho són.